# Ангелос Басинас
Ангелос Басинас е гръцки футболист, дългогодишен капитан на Панатинайкос и националния отбор на Гърция, играч на английския Портсмут.

## Биография
Роден е на 3 януари 1976 в Халкида.

## Кариера
Басинас започва кариерата си в „Панатинайкос“ през 1995 г., където става до 2006 г. За този период Басинас се оформя като полузащитник, който изпълнява задачата да руши играта на противниковия отбор. Басинас се справя добре и с персоналното опазване на ключови за противника играчи. С представителния тим на „Панатинайкос“, полузащитникът изиграва 344 мача, в които е отбелязва 44 гола. За времето на престоя си в отбора, Басинас печели гръцкия шампионат през 2004 г. Тази година се оказва изключително успешна и за националния отбор на Гърция, който предвождан от немския селекционер Ото Рехагел, както и от опитния Ангелос Басинас, печели Европейското първенство по футбол в Португалия. През 2006 Басинас заминава за Балеарските острови, където се присъединява към отбора на „Майорка“, за който играе два сезона – 2006 – 2008. Басинас изиграва в Премиера Дивизион 75 мача, в които отбелязва 1 гол. През втората година от договора си с „Майорка“, Басинас помага на своя клуб да завърши на престижното седмо място в крайното класиране на испанското първенство. През 2008 г. гръцкият полузащитник подписва договор с отбора на АЕК (Атина). След половин година с екипа на АЕК, Басинас преминава в английския „Портсмут“, подписвайки договор за осемнадесет месеца. Капитанът на гръцкия национален отбор дебютира за новия си отбор на 9 февруари 2009 г. срещу „Ливърпул“.
За националния отбор на Гърция, Басинас дебютира през 1999 при победата над Салвадор с 3:1. Под ръководството на треньора в националния тим Ото Рехагел, Басинас се превръща в гръбнака на полузащитата, което автоматически го прави несменяем титуляр от 2001 насам. Ангелос Басинас е изиграл 100 мача за националния отбор, в които е отбелязал седем гола. Става капитан на отбора, след като Теодорос Загоракис се отказва от активна състезателна дейност.